# Jean-Étienne Siry
Jean-Étienne Siry, né le 5 avril 1940 dans le 16e arrondissement de Paris et mort le 7 décembre 2019, à Boulogne-Billancourt, est un affichiste, publicitaire et cinéaste français.

## Biographie
Arrière petit-fils d'un couturier de l'impératrice Eugénie, Charles Frederick Worth, au terme des études secondaires, il entre à l'atelier de l'affichiste Paul Colin connu pour ses illustrations de la Revue nègre et de sa maîtresse de l'époque : Joséphine Baker. Las, très vite un sentiment de jalousie naît entre le patriarche et l'élève, le premier allant jusqu'à voler une maquette du second lors d'un concours sur L'Emprunt E.D.F, remplaçant sa signature par la sienne et provoquant le départ fracassant du jeune-homme qui, sans se démonter, va frapper à la porte de la société Pathé avec pour tout bagage quelques dessins de son cru. Il n'a que dix-huit ans et signe alors sa première affiche pour un film avec Darry Cowl Robinson et le Triporteur.
Débarrassé de ses obligations militaires, très rapidement, il impose son style dans cet univers qu'il vénère en collaborant notamment avec Le Film français pour lequel il compose diverses annonces relatives aux longs métrages d'Agnès Varda (Cléo de 5 à 7, 1962)  puis Claude Chabrol (Landru, 1963), Jean-Pierre Melville (Le Doulos, 1961) et bien  d'autres. À vingt-trois ans, il tape dans le mille avec son affiche pour Les Tontons flingueurs qui, aujourd'hui, est devenue aussi culte que l'œuvre de Georges Lautner et lui rapporte toujours des droits d'auteurs.
À compter de ce jour, de grands studios américains font appel à lui : Columbia Pictures, United Artists, Warner Bros., 20th Century Fox, etc., ainsi que Gaumont.
Maquettiste attiré du Film Français, dans la  chambre qu'il occupe au Carlton à Cannes il voit défiler un nombre important de producteurs français comme étrangers qui lui commande une page à paraître dans l'édition suivante, à propos d'une de leurs futures productions. À cette époque, il côtoie nombre de stars à commencer par Brigitte Bardot dont Paris Match immortalise la rencontre avec un article sur la jeunesse dorée de Saint-Tropez.
Roger Vadim, en tant que producteur, lui commande l'affiche de Et Satan conduit le bal de Grisha Dabat, et pour Jacques Charrier, il dessine le faire-part de naissance de son fils Nicolas. Idem pour Johnny Hallyday et Sylvie Vartan dont il illustre les cartes de vœux. À l'occasion  d'une bande dessinée intitulée Félicie parue en 1971, Magali Noël et l'écrivain Guy des Cars en seront les parrains. Parmi ses nombreuses  affiches on  note : La Poursuite impitoyable d'Arthur Penn, Un monsieur de compagnie de Philippe de Broca, Au secours !/ Help! de Richard Lester, Les Centurions de Mark Robson, Quoi de neuf, Pussycat ? de Clive Donner, Cat Ballou d'Elliot Silverstein, La Carapate de Gérard Oury, etc.
À la fin des années 1960, Jean-Étienne Siry devient directeur artistique d'une agence de publicité. En 1979, il réalise un film dit de genre, Un escargot dans la tête, avec Florence Giorgetti et Renaud Verley, qui ne rencontre pas le succès.

## Filmographie

### Réalisateur
- 1976 : Poing de force (court métrage) (sous le nom de Jean Estienne)
- 1977 : Entrepôt 026 (court métrage) (sous le nom de Jean Estienne)
- 1977 : Mâles Hard Corps (sous le nom de Jean Estienne) avec Norbert Terry
- 1978 : Et... Dieu créa les hommes (sous le nom de Jean Estienne)
- 1980 : Un escargot dans la tête

### Acteur
- 1976 : Johan de Philippe Vallois
- 1976 : Poing de force de Jean-Étienne Siry (sous le nom de Jean Estienne)
- 1976 : Strictly Forbidden de Jack Deveau
- 1977 : Mâles Hard Corps  de Norbert Terry et Jean-Étienne Siry (sous le nom de Jean Estienne)
- 2014 : Jean-Étienne Siry apparaît également dans le film documentaire Mondo Homo: A Study of French Gay Porn in the '70s de Hervé Joseph Lebrun

## Affiches de cinéma
1961
- Les Amours célèbres, de Michel Boisrond

1962
- - Et Satan conduit le bal, de Grisha Dabat et Roger Vadim

1963
- Les Tontons flingueurs, de Georges Lautner

1964
- Les Amoureux du France, de Pierre Grimblat
- Les Pirates du diable, de Don Sharp
- La Tulipe noire, de Christian-Jaque

1965
- Cat Ballou, de Elliot Silverstein (version française)
- Cent millions ont disparu, de Ettore Scola

1966
- La Bourse et la Vie, de Jean-Pierre Mocky
- La Poursuite impitoyable, de Arthur Penn (modèle A), co-signée avec Georges Kerfyser
- La Poursuite impitoyable, de Arthur Penn (modèle B)
- Matt Helm, agent très spécial, de Phil Karlson
- Trois sur un sofa, de Jerry Lewis

## Publication
- Félicie, Jérôme Martineau éditeur, Paris, 1971 (Bande dessinée)